# Топлана „Нови Београд”
Топлана „Нови Београд” је топлана која се налази у блоку 58 на адреси Савски насип 11 на Новом Београду. По инсталисаној снази, топлана „Нови Београд“ је највећа појединачна топлана у Европи и има вреловодни котао капацитета 140 мегавата, највећи у југоисточној Европи.

## Локација
Топлана се налази у у блоку 58 на адреси Савски насип 11 на Новом Београду. У непосредној близини топлане налази се насеље Сакура парк, блок 70а, А блок, насеље Белвил, као и Мост на Ади, Савски кеј и река Сава. У непосредној близини топлане налази се и Улица Јурија Гагарина. Од центра Београда удаљена је око 5,5 км.

## Историјат
Пројекат топлане израдила је Милица Штерић, српски архитекта, која је радила дуго година у грађевинској компанији Енергопројект. Изграђена је на простору где су се углавном налазиле пешчаре и мочварни канали, пре изградње околних новобеоградских блокова.
Први од три агрегата пуштен је у рад 5. августа 1965. Топлана је свечано отворена на Дан ослобођења Београда, 20. октобра 1965. године, а у њој је инсталисано осам вреловодних котлова укупног капацитета 920 МW и за сопствене потребе парни котлови капацитета 3 x 16 t/h паре. Капацитет је 1977. повећаван са 300 на 500 милиона киловата.
Дана 4. априла 1999. године пред свитање у четири часа и двадесет и шест минута од стране НАТО авијације током бомбардовања СРЈ погођена је централна топлана „Нови Београд”. Погођена је са више пројектила, при чему су уништена складишта за течно гориво, црпна станица, део виталних постројења, оба претакалишта и бензинска пумпа.
Материјална штета као последица бомбардовања је била огромна, али санирана. Током бомбардовања топлане „Нови Београд” живот је изгубио радник Слободан Тришић, чије се спомен-обележје налази испред топлане.
Топлана „Нови Београд” има три димњака исте висине, а у оквиру годишњег ремонта који је почео 4. маја 2015. године, сва три димњака замењена су новим. Радове је извела аутоматска дизалица носивости 600 тона и висине 120 метара, а инвестиција је коштала 116 милиона динара. Висина нових димњака је једнака старим, 80 метара. Нови димњаци за разлику од старих имају и унутрашње степенице које служе за преглед димњака, а на сваких шест метара налази се платформа која служи за одмориште док је средња платформа у односу на остале проширена ради неометаног мерења узорака продуката сагоревања и димних гасова са циљем њиховог смањења.
Као погонско гориво топлана користи природни гас и мазут. У току грејне сезоне 2010/2011. пуштен је у рад и вреловодни котао капацитета 140 мегавата, највећи у југоисточној Европи.